# La Terre (Derbré)
La Terre est une sculpture de Louis Derbré dont deux exemplaires existent, le premier à Tokyo au Japon, le second est l'une des œuvres d'art de la Défense en France

## Description
À Tokyo, l'œuvre est installée sur la Ikebukuro. À la Défense, elle est située devant les tours CB16 et Aurore.

## Historique
L'œuvre est créée pour Tokyo en 1972. Elle est dupliquée pour la Défense en 1978.